# Douglas-mókus
A Douglas-mókus (Tamiasciurus douglasii) az emlősök (Mammalia) osztályának a rágcsálók (Rodentia) rendjébe, ezen belül a mókusfélék (Sciuridae) családjába tartozó faj.

## Előfordulása
Kanada és az Amerikai Egyesült Államok tűlevelű erdeiben honos.

## Alfajai
- Tamiasciurus douglasii douglasii Bachman, 1839
- Tamiasciurus douglasii mollipilosus Audubon & Bachman, 1841

## Megjelenése
A felnőtt testhossza körülbelül 33 centiméter a farkával együtt, ami 13 centiméter, testsúlya 150–300 gramm. Kicsi, élénk, bozontos farkú mókus. Szőrzetének színe évszakonként változik. Nyáron a háta szürke, majdnem zöldesbarna; mellkasa és a hasa halvány narancssárga; lába barna. Télen a szőrzete barnább, a hasa is szürkés és fülén megjelenik a bojt. Szeme körül pedig egy fehér gyűrű található, mint minden más mókusfajnak.
|  |

## Életmódja
Többnyire magokat eszik, de mellette eszik még makkot, bogyós gyümölcsöket, gombákat, madár tojásokat. Ellentétbe sok más mókus fajjal, neki nincs pofazacskója. A táplálékot úgynevezett szeméttelepekre gyűjti.
|  |

## Szaporodása
A párzási időszak akár már februárban is elkezdődhet. Vemhességi idő körülbelül négy hét, a kölykök 8 hetes korban válnak el a szülőktől. Egy alom állhat akár 6 kölyökből is.